# Ottica ionica
La cosiddetta ottica ionica è quell'insieme di "lenti" (elettrodi) usate in spettrometria di massa per focalizzare gli ioni nello spettrometro e portarli dalla camera di ionizzazione (sorgente) all'analizzatore o, in generale per guidarli e accelerarli all'interno dello strumento. Fa in modo che gli ioni con la carica desiderata entrino nell'analizzatore, mentre i frammenti neutri sono portati via dal sistema di vuoto.
Il sistema di lenti tipico di uno spettrometro è costituito da diverse parti:
- repulsore: elettrodo posto nella sorgente ionica, se è caricato positivamente elimina gli ioni negativi e fa allontanare dalla sorgente quelli positivi;
- lente di estrazione: elettrodo posto all'uscita della sorgente, se è caricato negativamente attrae gli ioni positivi;
- lente di focalizzazione ionica: rifocalizza il fascio di ioni;
- lente di entrata: dirige il fascio ionico verso l'analizzatore.

Gli ioni tendono a scaricarsi sull'oggetto con carica di segno opposta alla loro di maggiore intensità tra quelli disponibili, per questo le varie lenti sono a potenziale di valore assoluto crescente e l'analizzatore è a un potenziale di gran lunga superiore alle lenti, per far sì che gli ioni arrivino fino all'analizzatore.
Oltre a queste esistono anche altri tipi di lenti ioniche, ad esempio gli specchi ionici, usati negli analizzatori a tempo di volo.